# نیکوس آناستاسیادس
نیکوس آناستاسیادس (به یونانی: Νίκος Αναστασιάδης) (زادهٔ ۲۷ سپتامبر ۱۹۴۶)، هفتمین رئیس‌جمهور کشور قبرس است که در انتخابات فوریهٔ ۲۰۱۳ پس از دیمیتریس کریستوفیاس به این سمت برگزیده شد. وی تا سال ۲۰۲۳ در این مقام فعالیت کرد.
نیکوس آناستاسیادس کاندیدای محافظه‌کار توانست با کسب حدود ۶۰ درصد آرا، استاوروس مالاس، کاندیدای مورد حمایت حزب حاکم کمونیست را در دور دوم انتخابات شکست دهد. آناستاسیادس در دور اول این انتخابات حدود ۴۵ درصد آرا را به دست آورده بود.

## نگارخانه

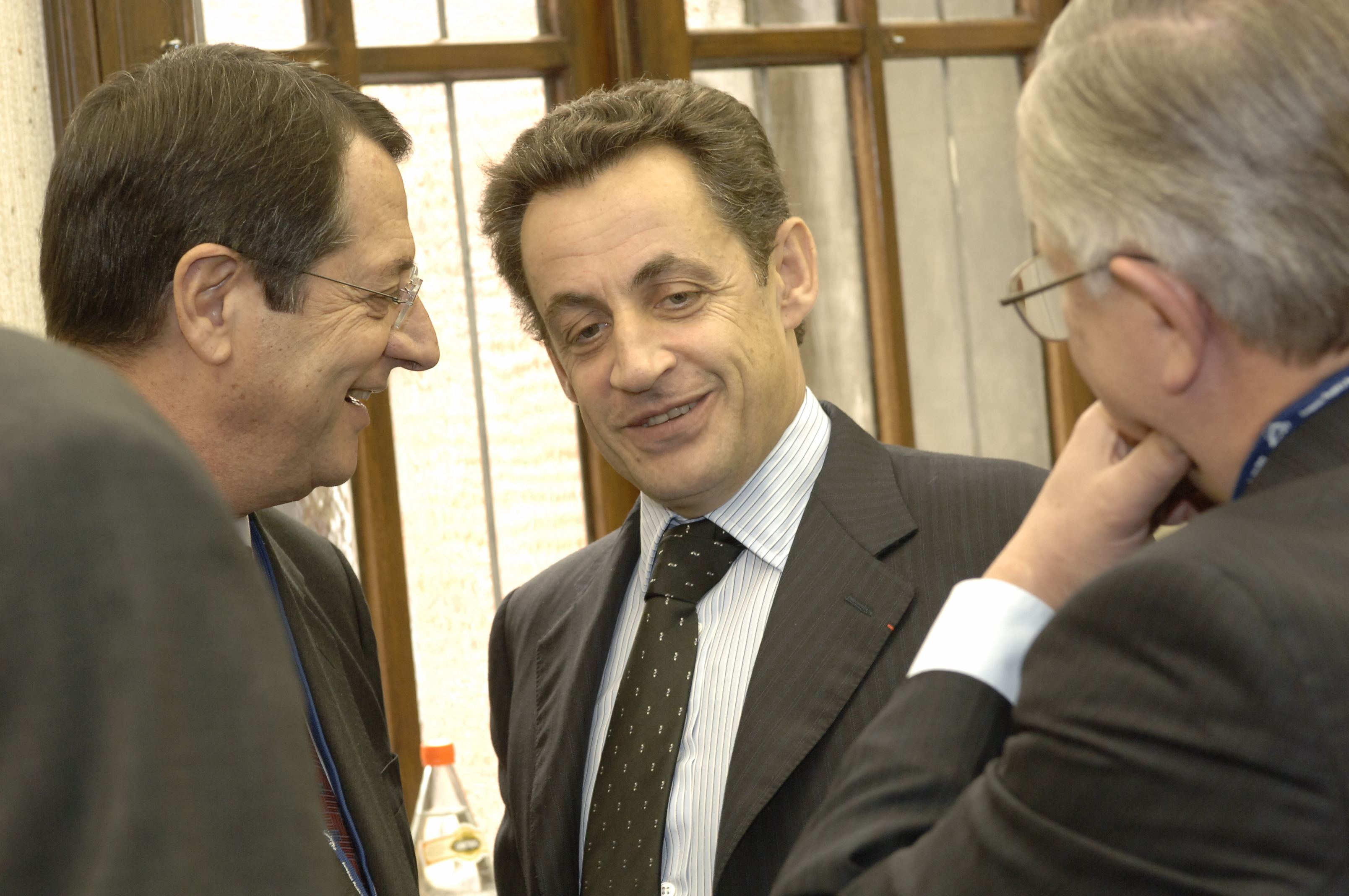
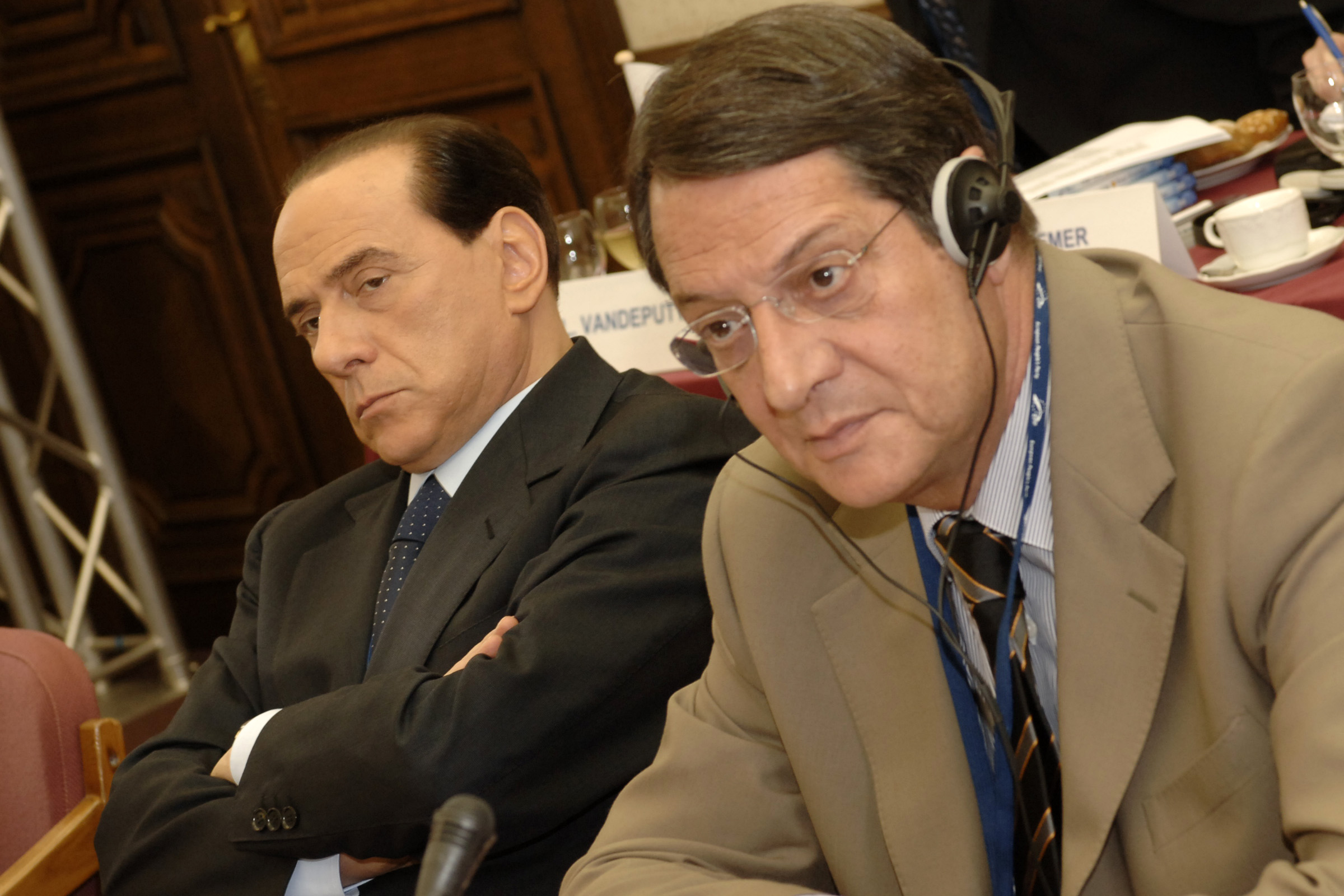
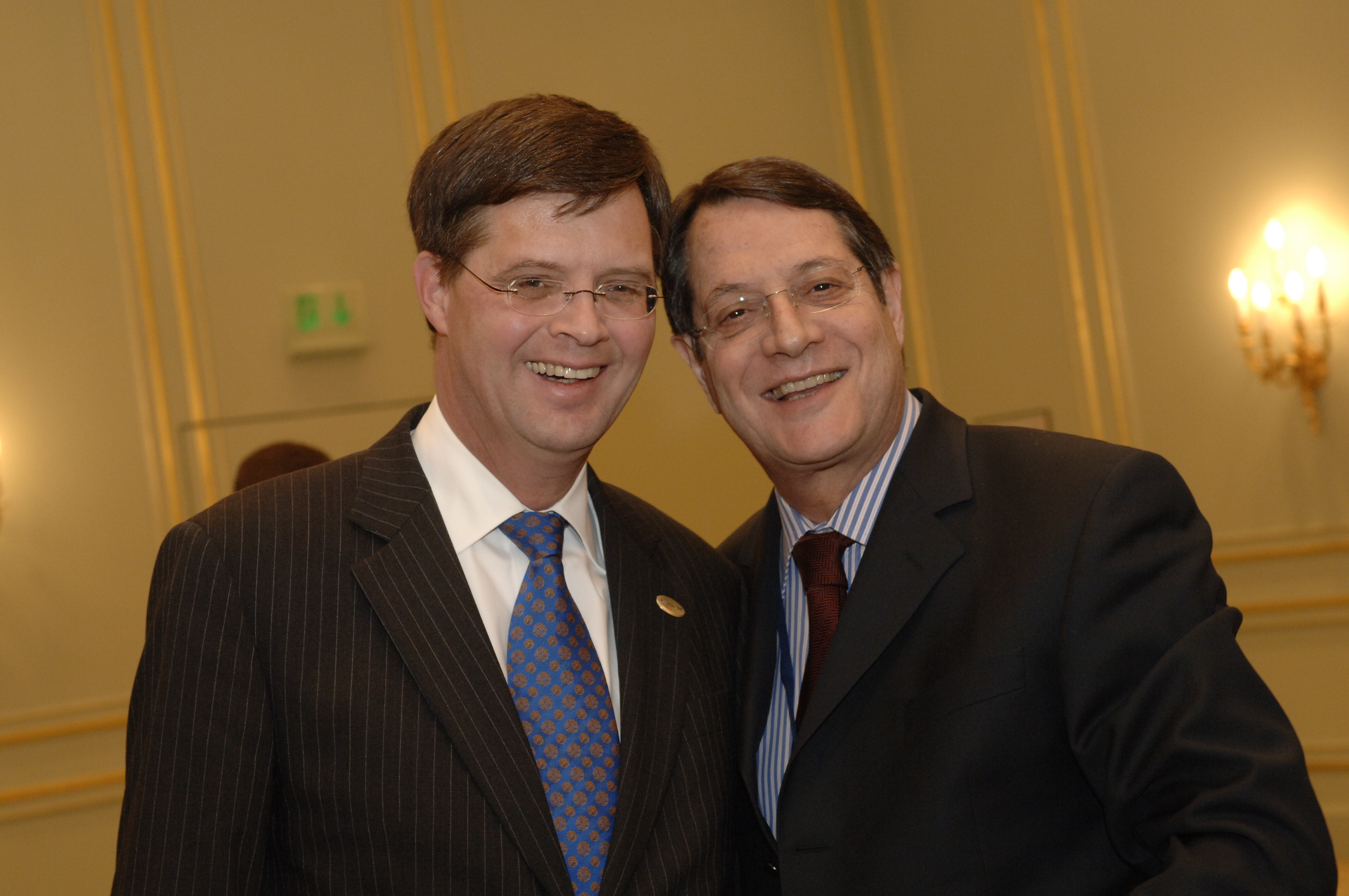
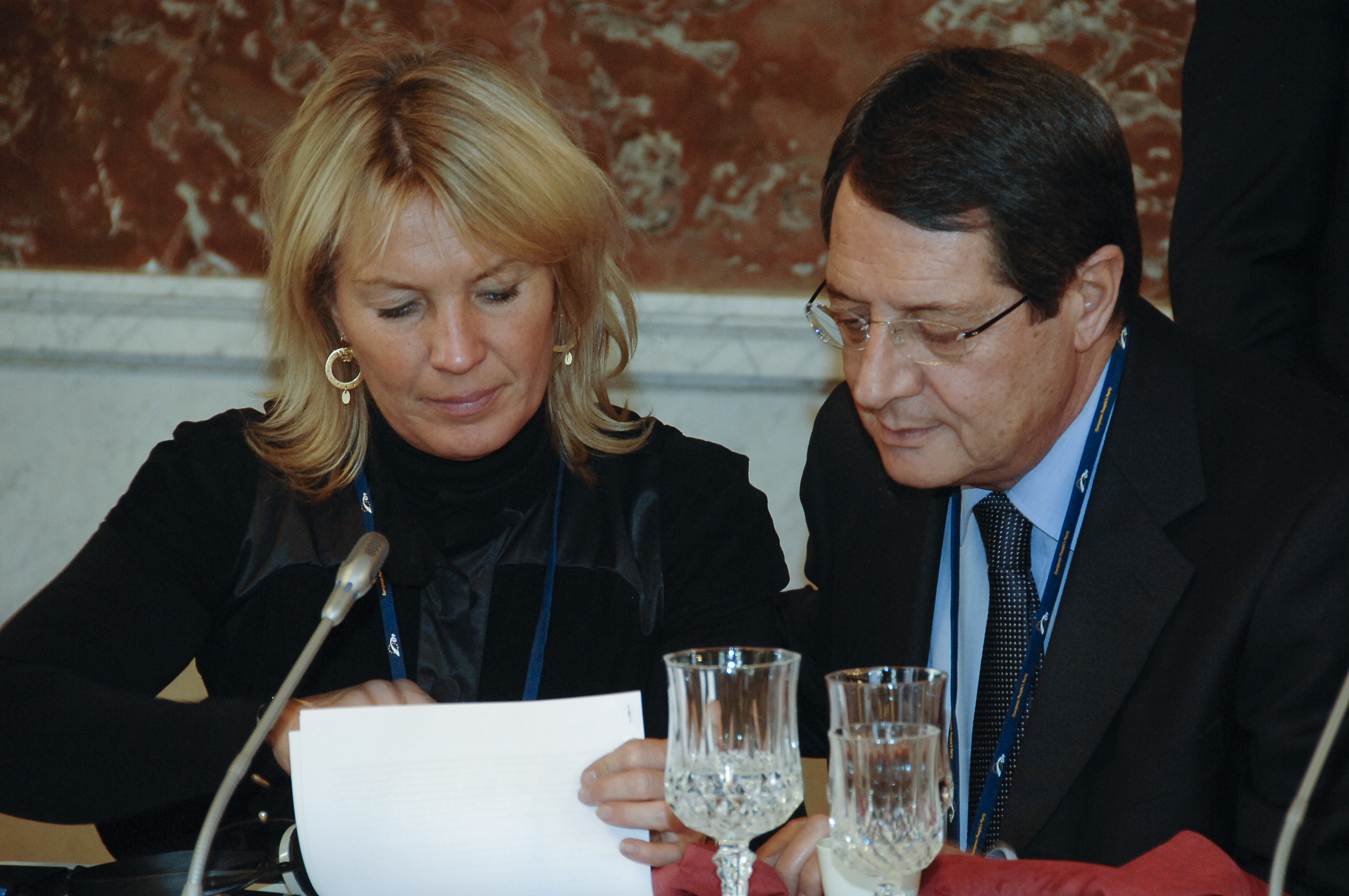
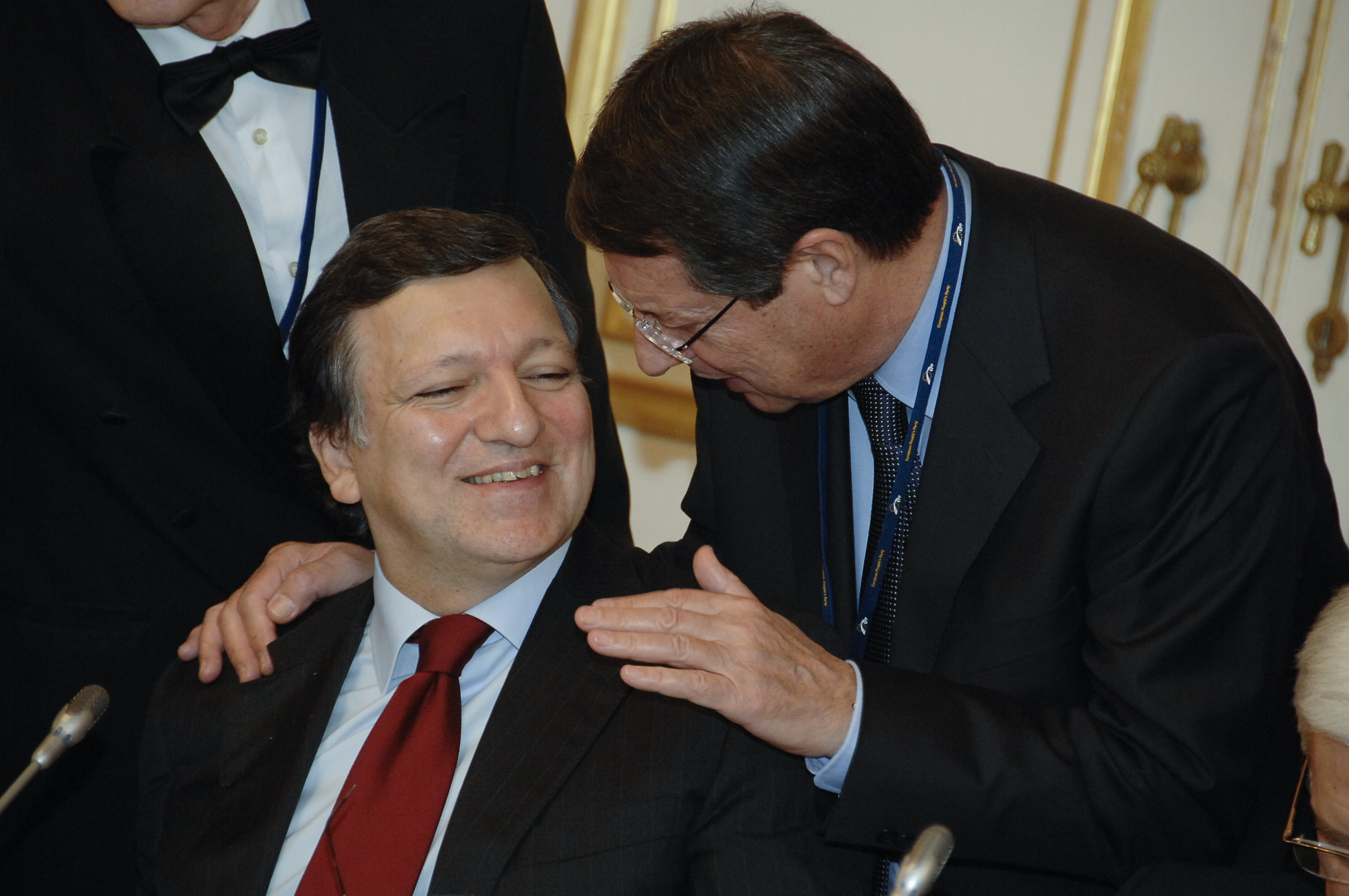
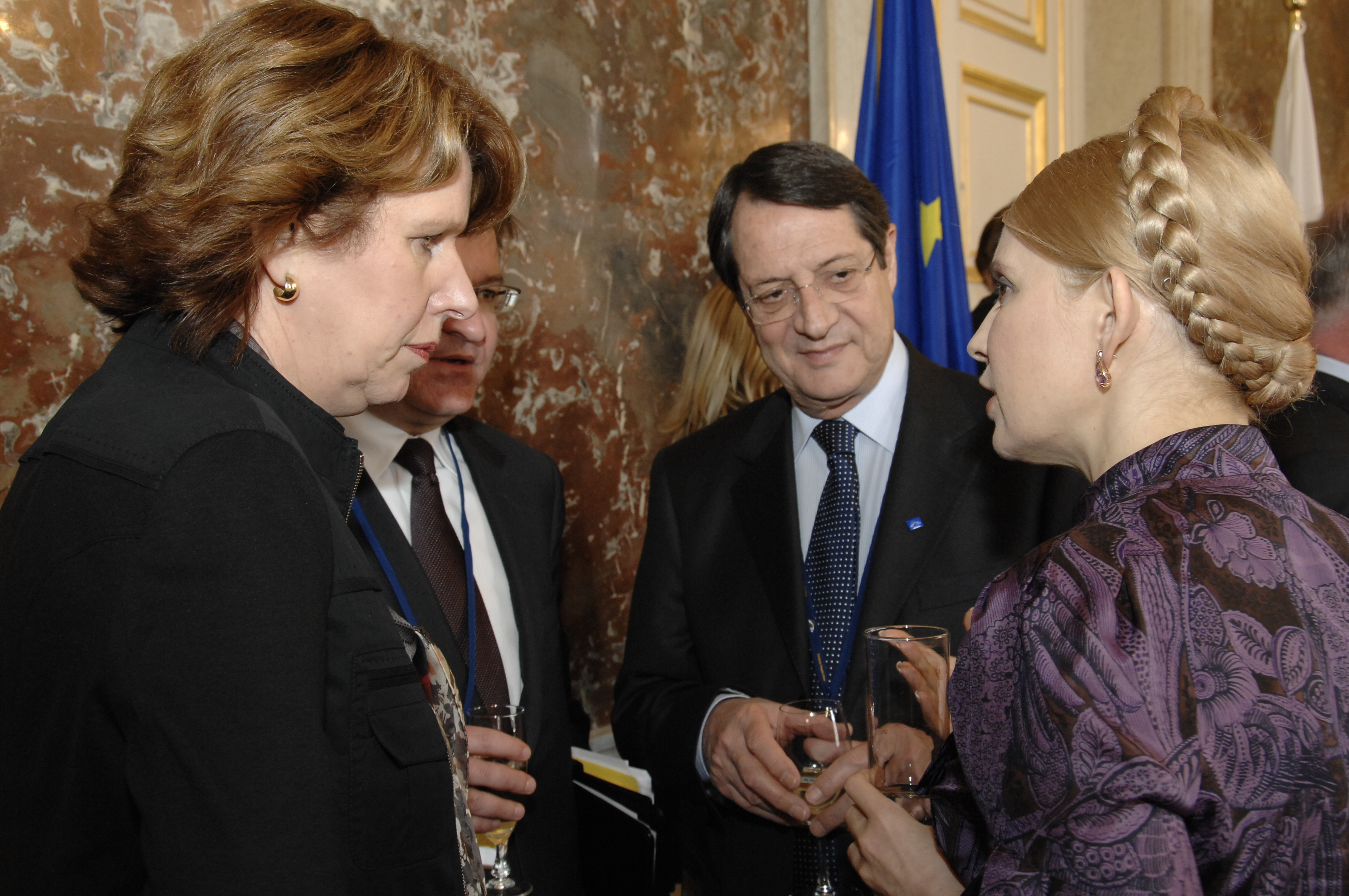
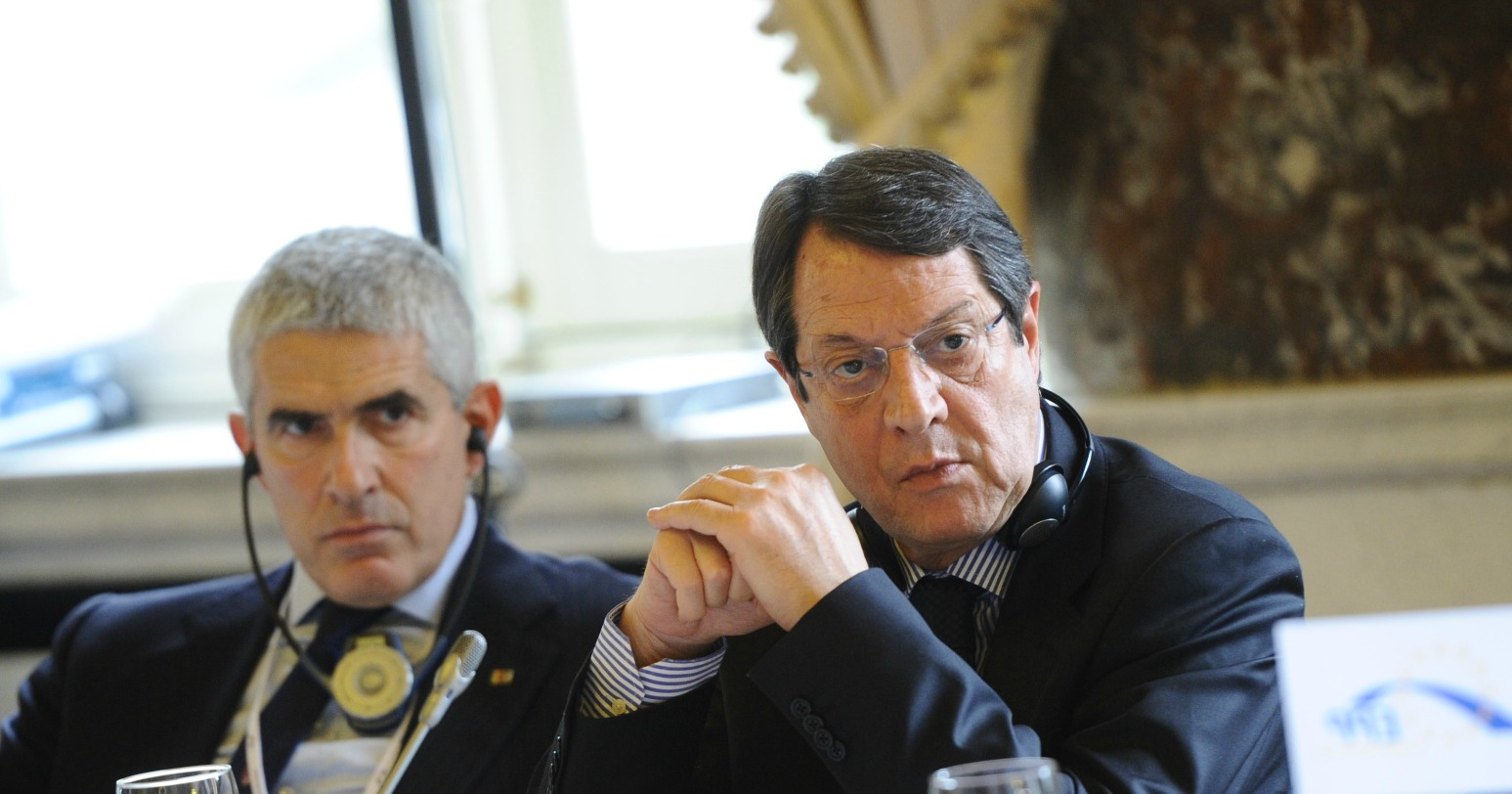
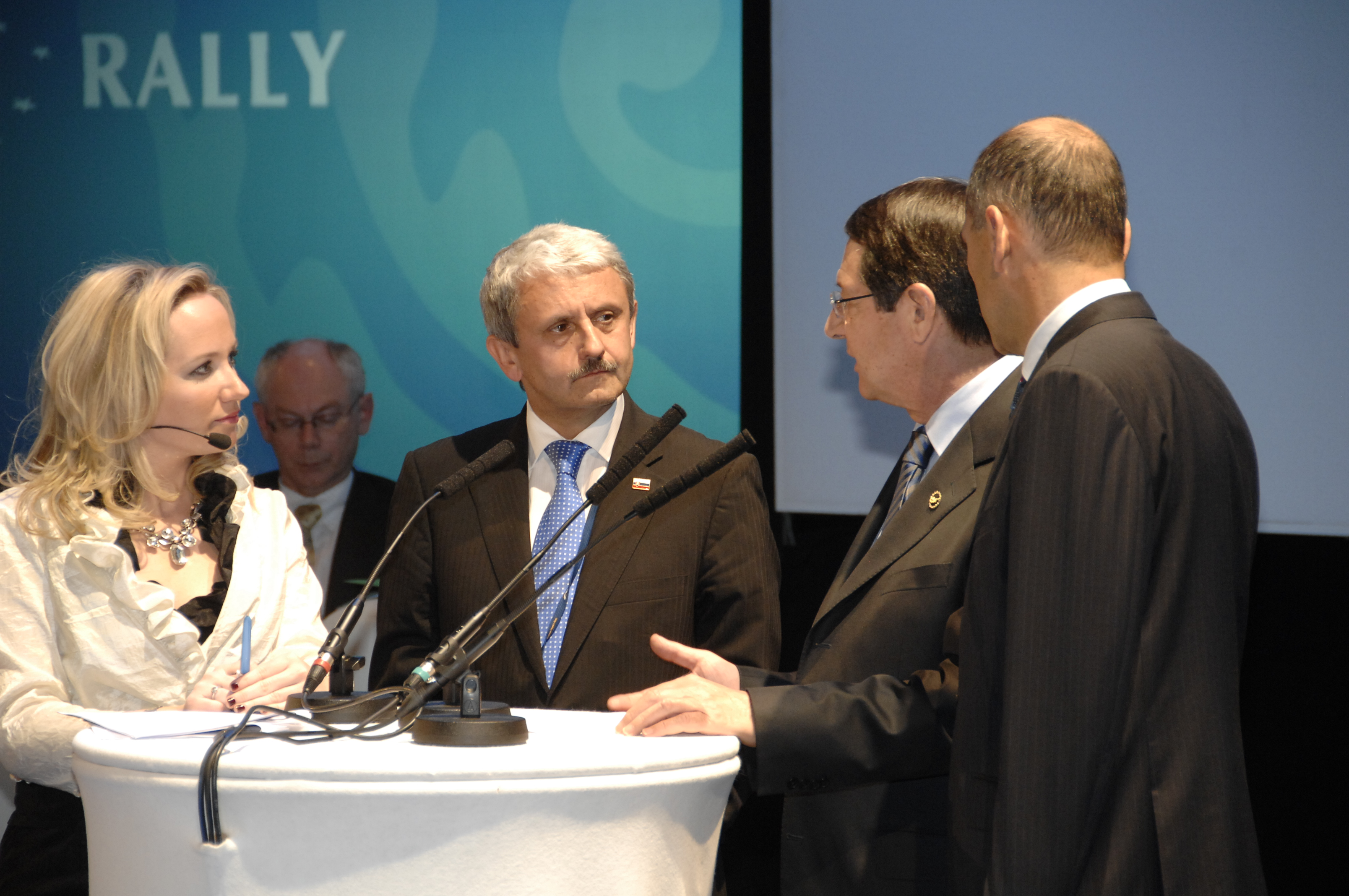
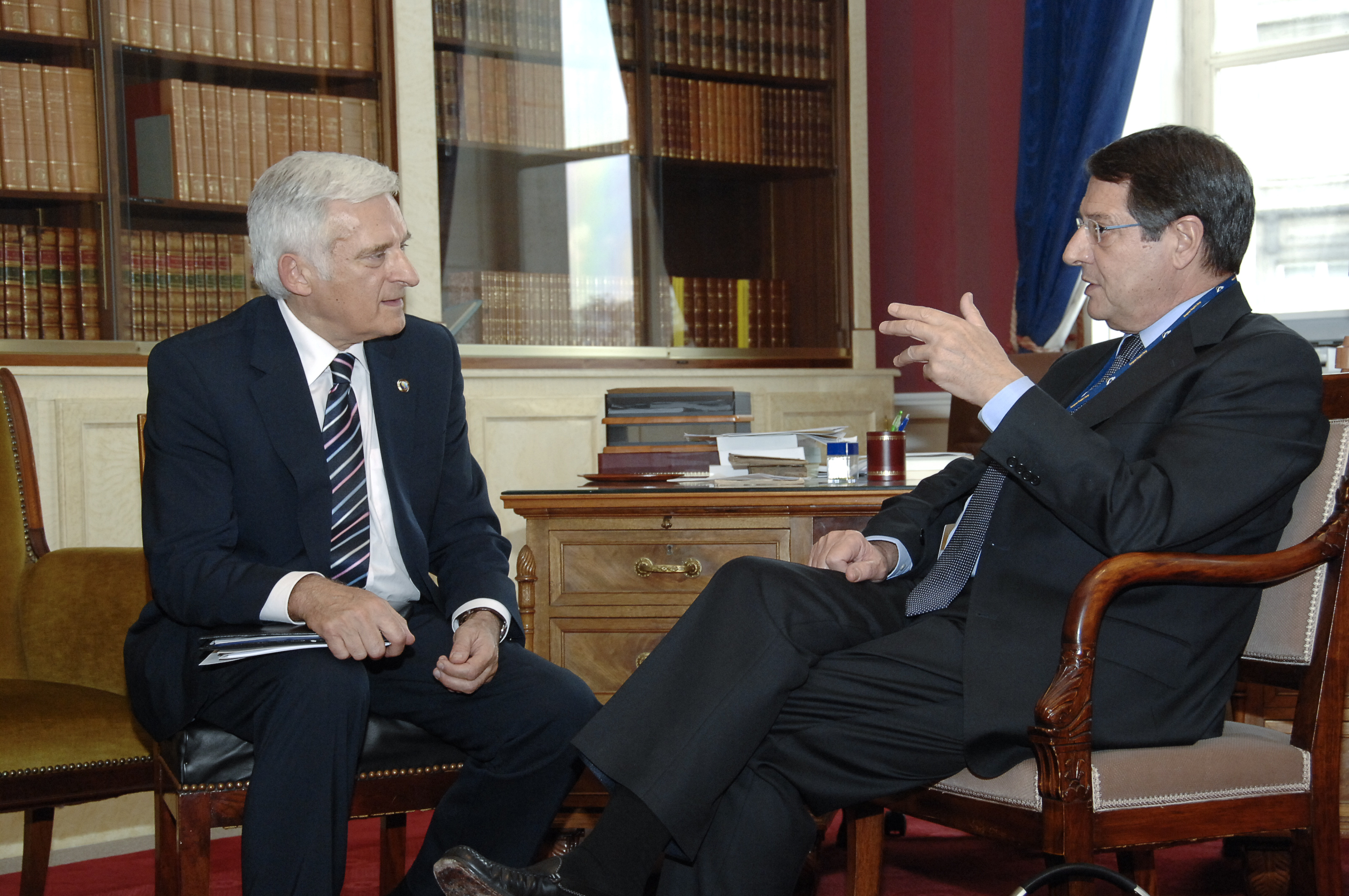